# 杉本八郎
杉本 八郎（すぎもと はちろう、1942年 - ）は、日本の薬学者、脳科学者。同志社大学教授、京都大学客員教授。製薬会社エーザイで、アルツハイマー型認知症の進行抑制剤「アリセプト」の研究開発に取り組んだ。

## 履歴
1942年東京都生まれ。2019年7月29日、NHK総合逆転人生に出演。剣道7段位。ダジャレ好き。

### 学歴
- 1961年 東京都立化学工業高等学校卒業
- 1969年 中央大学理工学部工業化学科卒業。
- 1996年 広島大学にて薬学博士(杉本 1996)を取得。
- 2005年 中央大学名誉博士号　授与[1]

### 職歴
- 1961年4月 エーザイ株式会社入社。研究所（合成）研究員
- 1968年4月 同社製薬研究所研究員
- 1981年4月 同研究所主任研究員
- 1982年4月 同社 筑波研究所化学系主任研究員
- 1984年4月 同社 研究開発本部研究一部二室主任研究員
- 1987年4月 同社 研究開発本部探索第一研究部二室
- 1990年4月 同社 人事採用プロジェクト担当課長
- 1997年4月 同社 理事 筑波探索研究所副所長
- 2000年4月 同社 理事 創薬第一研究所所長
- 2003年3月 同社 定年退職

### 研究歴
- 2003年4月 京都大学大学院薬学研究科創薬神経学講座（エーザイ寄付講座）教授
- 2012年4月 同研究科 最先端創薬研究センター客員教授[2]
- 2013年4月 同志社大学大学院脳科学研究科チェアプロフェッサー教授[3]

## 受賞歴
- 1993年 エーザイ科学賞受賞
- 1998年 日本薬学会技術賞受賞、英国ガリアン賞特別賞受賞、化学・バイオつくば賞受賞
- 2002年 恩賜発明賞受賞『アルツハイマー型痴呆治療剤・塩酸ドネペジルの発明』[4][5]

## 論説
- 杉本, 八郎 (1996-07-25). 新規アセチルコリンエステラーゼ阻害薬、1-benzyl-4-[(5,6-dimethoxy-1-indanon-2-yl)methyl]piperidine hydrochloride (donepezil hydrochloride, E2020) 及び関連化合物の合成と構造活性相関に関する研究. 広島大学. doi:10.11501/3131444. NAID 500000152320. 学位授与番号:乙第2876号.